# Mariella Ahrensová

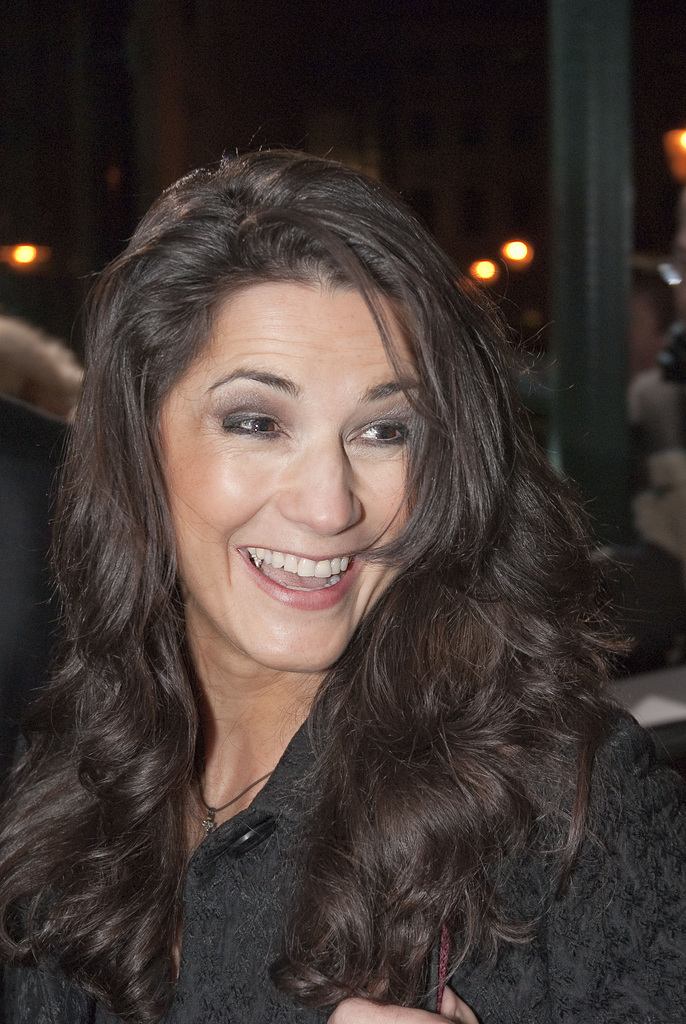
Mariella Ahrens

Mariella Ahrensová (* 2. dubna 1969 Leningrad) je německá herečka.
Je dcerou německého počítačového specialisty a bulharské oční lékařky. Vystudovala hereckou školu Der Kreis v Berlíně.

## Filmografie
- Der Bergdoktor (ZDF televizní seriál, 2008)
- Polizeiruf 110 (televizní seriál ARD)
- OP ruft Dr. Bruckner (televizní seriál)
- Traumzeit (ZDF film)
- Sabine (ZDF seriál)
- Liebe auf Bewährung (ARD televizní film)
- Die Frauen des Talliens (ARD televizní film)
- Im Namen des Gesetzes (RTL krimiseriál, od 2005)
- Der Duft des Geldes (Sat1 film)
- Du bist nicht allein – Die Roy Black Story (1996)
- Westerdeich (televizní seriál, RTL 1995)
- 666 – Traue keinem, mit dem du schläfst! (2002)
- Utta Danella - Plötzlich ist es Liebe (2004) (ARD televizní film)
- Im Licht des Feuers (ZDF film)
- Edgar Wallace Verfilmungen (RTL)